# 1965 ve filmu

## Události
- 1965 – Premiéra českého černobílého filmu Lásky jedné plavovlásky Miloše Formana
- Glauber Rocha předložil svůj manifest Estetika hladu, stěžejní dokument sociálně angažovaného brazilského „cinema novo“.
- Národní francouzské filmové centrum zaznamenalo alarmující pokles návštěvnosti kin. Prodalo-li se v roce 1957 ještě 423 milióny vstupenek, roku 1964 to činilo už pouze 273 miliónů. Ve všech tradičních filmových zemích kromě Itálie byla situace obdobná.
- Provozovatelé kin ve Francii uspořádali akci „Kino zdarma“, aby upozornili na neúměrné daňové zatížení a další vysoké náklady.
- Režisér George Stevens hrozil žalobou společnosti Paramount, pokud by byl jeho snímek Místo na výsluní (1951) pro vysílání televizní stanice NBC sestříhán. Z obdobného důvodu se 30. listopadu soudil Otto Preminger: jeho film Anatomie vraždy (1959), který prodala Columbia chicagské televizní společnosti, byl přerušen 36 reklamními šoty. S rozvojem televize se však tyto pokusy o ochranu filmových tvůrců ukázaly jako neúčinné.
- V nejdůležitějším francouzském filmovém časopisu té doby Cahiers du Cinéma došlo k intelektuální revoluci: teoretickou základnu mají propříště tvořit formalismus a lingvistika. Redaktoři se tak distancují od méně vědecké koncepce „autorského filmu“ a předchozího vysokého hodnocení hollywoodských režisérů. Autorský film vystřídal měřítka konvenčního francouzského „kvalitativního kina“ koncem 50. let, kdy pro časopis začali pracovat tvůrci „nové vlny“ Francois Truffaut a Jean-Luc Godard.
- V NDR začala kampaň proti snímkům kritizujícím současnost. Četná díla byla zakazována, veřejně napadána nebo se vůbec nevyráběla. K podobným represím docházelo v následujících letech i v téměř všech ostatních socialistických zemích. Nejtrvaleji byl poškozen rozvoj uměleckého filmu v Číně ("kulturní revoluce") a v ČSSR (konec pražského jara).
- 2. ledna zahájila Československá televize vysílání pořadu Večerníček.

## Nejvýdělečnější filmy roku
| Pořadí | Název                                          | Země | Tržba (v dolarech) |
| ------ | ---------------------------------------------- | ---- | ------------------ |
| 1.     | Za zvuků hudby                                 | USA  | 79 975 000         |
| 2.     | Doktor Živago                                  | USA  | 60 954 000         |
| 3.     | Thunderball                                    | USA  | 28 621 000         |
| 4.     | Those Magnificent Men in Their Flying Machines | USA  | 14 000 000         |
| 5.     | A Thousand Clowns                              | USA  | 12 628 000         |
| 6.     | Velké závody                                   | USA  | 11 400 000         |
| 7.     | Dívka ze Západu                                | USA  | 9 300 000          |
| 8.     | Co je nového, kotě?                            | USA  | 8 469 000          |
| 9.     | Shenandoah                                     | USA  | 7 771 000          |
| 10.    | Von Ryanův Expres                              | USA  | 7 700 000          |

## Ocenění

### Oscar
Nejlepší film: Za zvuků hudby
Nejlepší režie: Robert Wise - Za zvuků hudby
Nejlepší mužský herecký výkon: Lee Marvin - Dívka ze Západu
Nejlepší ženský herecký výkon: Julie Christie - Drahoušek
Nejlepší mužský herecký výkon ve vedlejší roli: Martin Balsam - A Thousand Clowns
Nejlepší ženský herecký výkon ve vedlejší roli: Shelley Winters - A Patch of Blue
Nejlepší cizojazyčný film: Obchod na korze, režie Ján Kadár a Elmar Klos, Československo

### Zlatý Glóbus
Drama
Nejlepší film: Doktor Živago
Nejlepší herec: Omar Sharif - Doktor Živago
Nejlepší herečka: Samantha Eggar - Sběratel
Muzikál nebo komedie
Nejlepší film: Za zvuků hudby
Nejlepší herec: Lee Marvin - Dívka ze Západu
Nejlepší herečka: Julie Andrews - Za zvuků hudby
Jiné
Nejlepší režie: David Lean - Doktor Živago

## Narození
- 1. ledna
  - Lisa Roberts Gillan, herečka
  - Petr Vacek, herec, zpěvák a tlumočník
- 5. ledna – Dita Kaplanová, herečka
- 6. ledna – Julia Ormondová, britská herečka
- 9. ledna - Joely Richardson, herečka
- 22. ledna - Diane Lane, herečka
- 1. února – Brandon Lee, americký herec † 31. března 1993)
- 6. února – Jan Svěrák, režisér a scenárista
- 7. února – Chris Rock, americký herec, scenárista, producent a režisér
- 11. února - Stephen Gregory, herec
- 17. února – Michael Bay, americký producent a režisér
- 20. února – Martina Menšíková, herečka a moderátorka
- 23. února - Kristin Davis, herečka
- 11. března – Martin Dejdar, herec
- 18. března – David Suchařípa, herec
- 25. března - Sarah Jessica Parker, americká herečka
- 4. dubna - Robert Downey mladší, herec
- 9. dubna
  - Vladimír Morávek, režisér
  - Paulina Porizkova, americká modelka a herečka
- 16. dubna – Martin Lawrence, americký herec, komik, producent a režisér
- 1. května – Jan Antonín Duchoslav, herec
- 4. května – Alena Mihulová, herečka
- 13. května – Zuzana Slavíková, herečka
- 23. května – Tom Tykwer, německý režisér, scenárista a producent
- 24. května – Pavlína Mourková, herečka
- 25. května – Lucie Juřičková, herečka
- 31. května - Brooke Shieldsová, herečka a modelka
- 1. června – Roman Luknár, slovenský herec
- 2. června – Josef Polášek, herec
- 10. června - Elizabeth Hurleyová, herečka a modelka
- 17. června – Ivan Franěk, herec
- 19. června - Sean Marshall, americký dětský herec a zpěvák
- 21. června
  - Miriam Chytilová, herečka a zpěvačka
  - Václav Kopta, herec a muzikant
  - Josef Vojtek, zpěvák a herec
- 3. července - Connie Nielsen, herečka
- 25. července - Douglas Illeana, herečka
- 26. července - Jeremy Piven, herec
- 29. července – Michal Suchánek, herec a moderátor
- 1. srpna – Sam Mendes, britský režisér
- 9. srpna – Petr Rychlý, herec a moderátor
- 17. srpna – Filip Renč, režisér, scenárista a herec
- 18. srpna – Stanislava Jachnická, herečka
- 19. srpna - Kyra Sedgwick, herečka
- 3. září - Charlie Sheen, herec
- 7. října – Lukáš Hlavica, herec
- 30. listopadu - Ben Stiller, herec
- 9. prosince – Jan Šťastný, herec

## Úmrtí
- 14. ledna - Jeanette MacDonald, 61 americká herečka a zpěvačka
- 20. února - Fred Immler, 84, německý herec
- 23. února - Stan Laurel, 74, britský herec
- 6. března - Margaret Dumont, 82, americká komediální herečka
- 23. března - Mae Murray, 75, americká herečka
- 28. března - Jack Hoxie, 80, herec
- 8. dubna - Lars Hanson, 78, švédský herec
- 10. dubna - Linda Darnell, 41, americká herečka
- 30. dubna - Helen Chandler, 58, americká herečka
- 7. června - Judy Holliday, 43, americká herečka
- 22. června - David O. Selznick, 63, americký producent
- 23. června - Mary Boland, 85, herečka
- 24. července - Constance Bennett, 60, americká herečka
- 28. července - Minor Watson, 75, americký herec
- 6. srpna - Nancy Carroll, 61, americká herečka
- 8. září - Dorothy Dandridge, 42, americká herečka a zpěvačka
- 27. září - Clara Bow, 60, americká herečka
- 3. října - Zachary Scott, 52, americký herec
- 18. října - Henry Travers, 91, britský herec
- 21. října - Marie McDonaldová, 42, americká herečka
- 31. října - Rita Johnson, 52, americká herečka

## Filmové debuty
- John Boorman
- Ed Asner
- Sonny & Cher